# Палехське художнє училище
Палехське художнє училище імені А. М. Горького — середній спеціальний навчальний заклад в місті Палех, що готує фахівців в області лакової мініатюри.

## Історія
5 грудня 1924 року в Палеху була заснована Артіль стародавнього живопису, при якій з 1926 року стали діяти учнівські курси, перетворені в 1928 році в профтехшколу. У 1935 році профтехшкола була реорганізована в Палехський художній технікум, а в 1936 році технікум переведений в систему Всесоюзного комітету у справах мистецтв і став називатися училищем.
Серед засновників училища були: заслужені діячі мистецтв РРФСР І. І. Голіков, І. М. Баканов, І. В. Маркичев, Д. Н. Буторін, Н. М. Парилов, Н. А. Правдін, народні художники РРФСР А. В. Котухін, І. П. Вакуров, художники-педагоги Ф. А. Каурцев, А. М. Корін, А. І. Ватагин, П. Д. Баженов.
У період Другої світової війни в училище тривав освітній процес. Серед викладачів тих років: В. Т. Бондаренко (1910—1995), В. І. Соловйов, М. І. Шемаров, заслужений вчитель школи РРФСР Н. Ф. Віхрев (1909—1983), заслужені художники РРФСР А. В. Борунов, А. В. Ковальов, заслужені працівники культури РРФСР В. І. Астахов, Б. М. Немтінов (1922—1999), В. І. Голов (1925—1997), В. Т. Котов, художники Ю. А. Бровкін (1933—1981), А. С. Пєсков, А. В. Гордєєв та інші.
Понад сорок років викладав в училищі Зінов'єв Микола Михайлович, створивши оригінальні посібники та програми навчання, що зберігаються в методиці підготовки молодих фахівців до теперішнього часу.
При училищі був створений музей, де зберігаються дипломні роботи випускників. У 2002 році була заснована стипендія імені М. М. Зінов'єва.

## Навчання
Навчання ведеться за очною формою навчання за однією спеціальністю — «Декоративно-прикладне мистецтво і народні промисли» (лаковий мініатюрний живопис) зі спеціалізацією в галузі іконопису, лакової мініатюри або декоративного живопису в стилістичних традиціях мистецтва Палеха.

## Випускники
Див. також Випускники Палеського художнього училища
Перший випуск відбувся в 1938 році. З того часу підготовлено понад тисячу майстрів в області палехської лакової мініатюри.